# Romeo Guerra
Romeo Estuardo Guerra Lemus (Ciudad de Guatemala, 12 de noviembre de 1975) es un político y pastor evangélico guatemalteco. Fue compañero de fórmula de la candidata presidencial y ex primera dama de Guatemala Sandra Torres por la UNE en las elecciones generales de Guatemala de 2023, donde participó como candidato vicepresidencial. El 25 de junio de 2023, Guerra y Torres obtuvieron la mayor cantidad de votos en la primera vuelta y pasaron a la segunda vuelta.
Como líder religioso está afiliado a la Iglesia Cristiana Sion Central .

## Biografía
Romeo Estuardo nació el 12 de noviembre de 1975, es el hijo mayor del fallecido líder y fundador de la Iglesia Cristiana Sion, Romeo Guerra Lemus y de su esposa Elsa Judith Lemus Bojórquez, quienes tuvieron 3 hijos. En 1978 sus padres se convirtieron al protestantismo y a partir de 1982 su padre comenzó a liderar iglesias evangélicas como pastor en El Estor, Izabal; la ciudad de Guatemala, San Antonio Texas en Estados Unidos y en 1994 regresaron a Guatemala donde su padre fundó Misión Cristiana Sion.
A partir de 2013 fue pastor de la iglesia Central de la Misión Cristiana Sion, en sustitución de su padre. A finales del año 2022 renunció a liderar su congregación con el objetivo de participar como candidato a la vicepresidencia de Guatemala en las elecciones de 2023.
Es miembro del Consejo Apostólico de Guatemala y fue vicepresidente de la Alianza Evangélica de Guatemala de 2004 a 2008. También ha sido coordinador de la Comisión Juvenil de la Alianza Evangélica desde 2006 y forma parte del consejo de la Misión Cristiana Sión.
Está casado con Paula María Bianchi,  hija del también pastor Gustavo Bianchi.
Tiene estudios en Administración de Negocios y estudios en Latin University of Theology.
Ridículamente dijo en una entrevista que había sido parte de un proyecto de la NASA.

### Carrera política
Entre 2018 y 2020 fue asesor del Ministerio de Cultura y Deportes y colaborador del Ministerio de Ambiente y Recursos Naturales.
En enero de 2023 se conoció que fue proclamado como candidato a la vicepresidencia de Guatemala en la asamblea general de la Unidad Nacional de la Esperanza. Su inscripción fue aceptada en febrero y el partido Todos presentó recursos judiciales para evitar su inscripción alegando que esta violaba el artículo 186 de la Constitución por ser Ministro de Culto, debido a que aún en diciembre de 2022 se presentaba como pastor general de la Iglesia Cristiana Sion y esto podría ser una razón suficiente para evitar que no se aceptara su candidatura. En mayo la Corte de Constitucionalidad declaró que Guerra había renunciado a su puesto en la organización religiosa antes de ser inscrito como candidato y por lo tanto ya no le aplicaba la prohibición.